# Volkswagen I.D. Concept
L'I.D. Concept est un  concept car de monospace autonome électrique du constructeur automobile allemand Volkswagen, présenté au Mondial de l'automobile de Paris 2016, qui préfigure la version de série Volkswagen ID.3 produite à partir de 2020, premier modèle de la gamme électrique Volkswagen ID.

## Présentation
117 ans après la première Semper Vivus Lohner-Porsche électrique de 1899 de Ferdinand Porsche, ce concept-car conçu par le chef designer de Volkswagen, Klaus Bischoff, présente, avec le Volkswagen Budd-e, la vision des prochains véhicules électriques des années 2020 de Volkswagen.

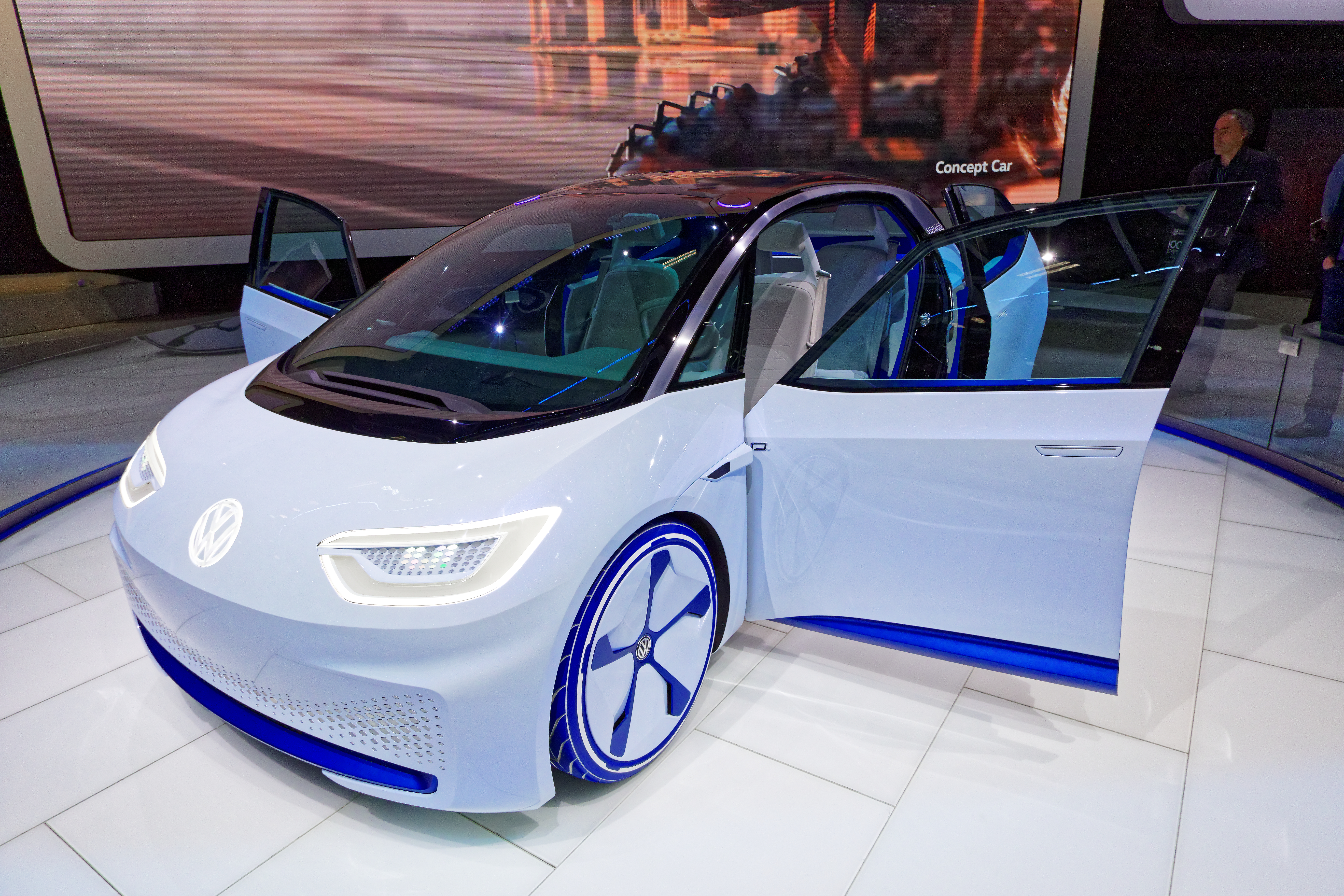
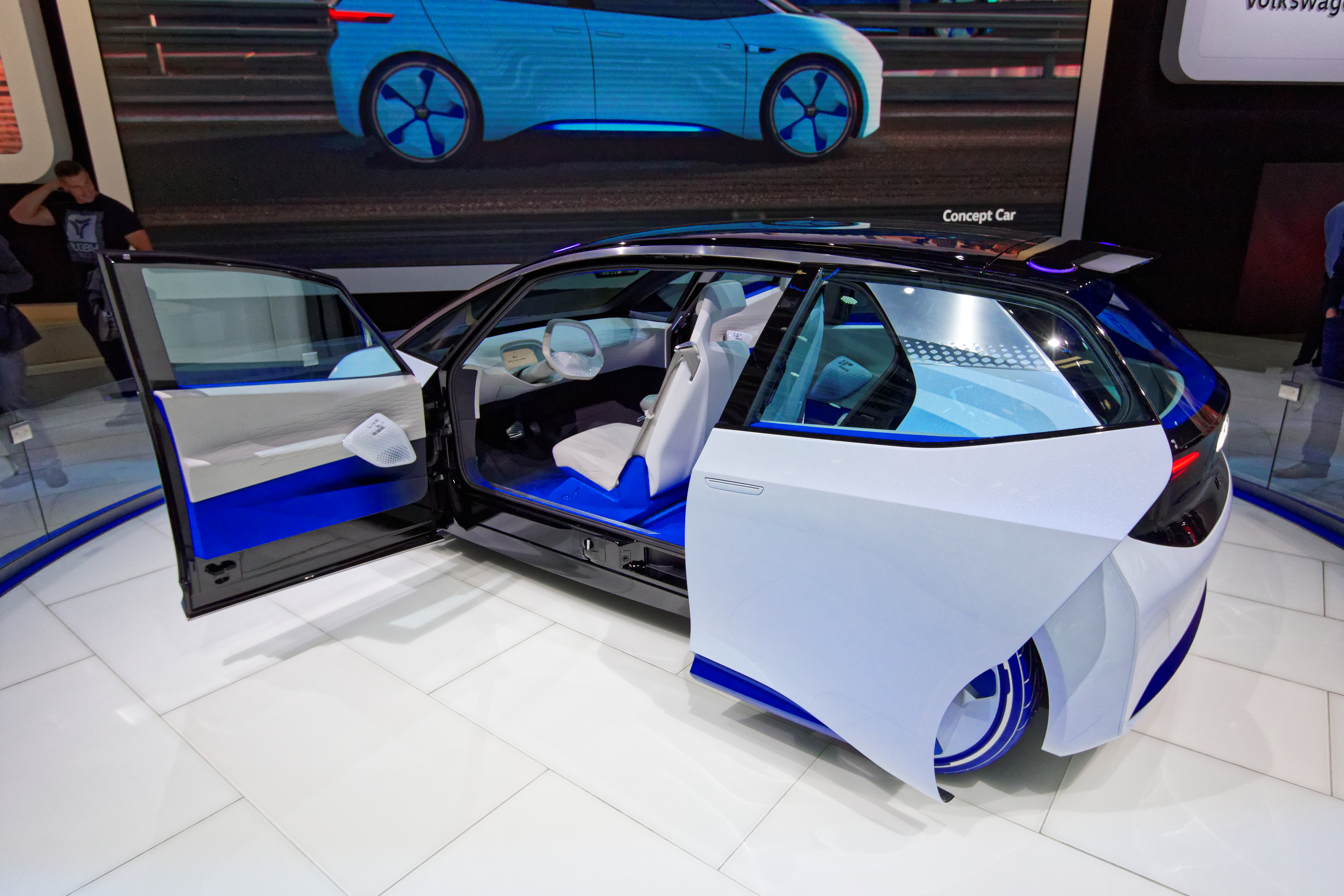
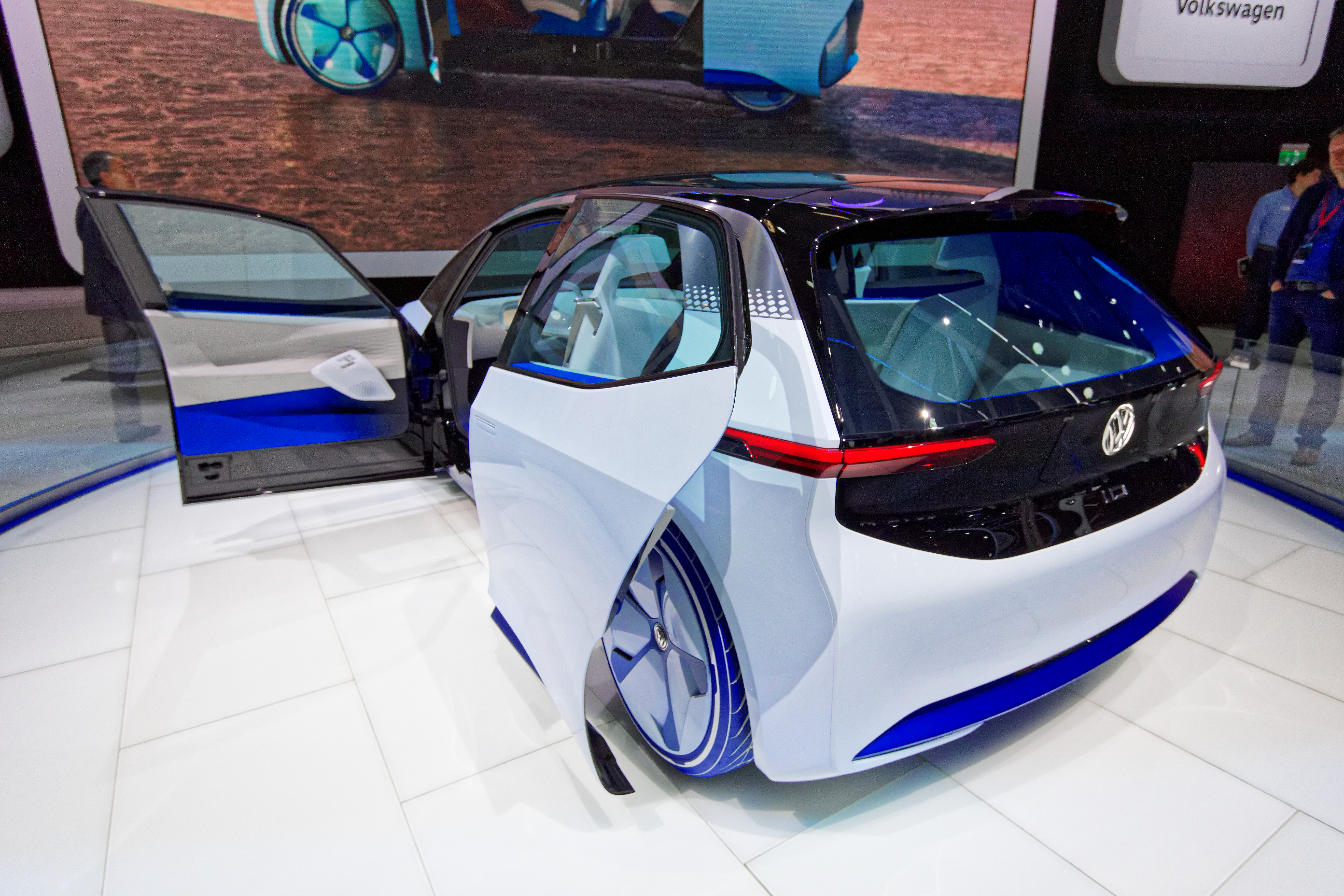
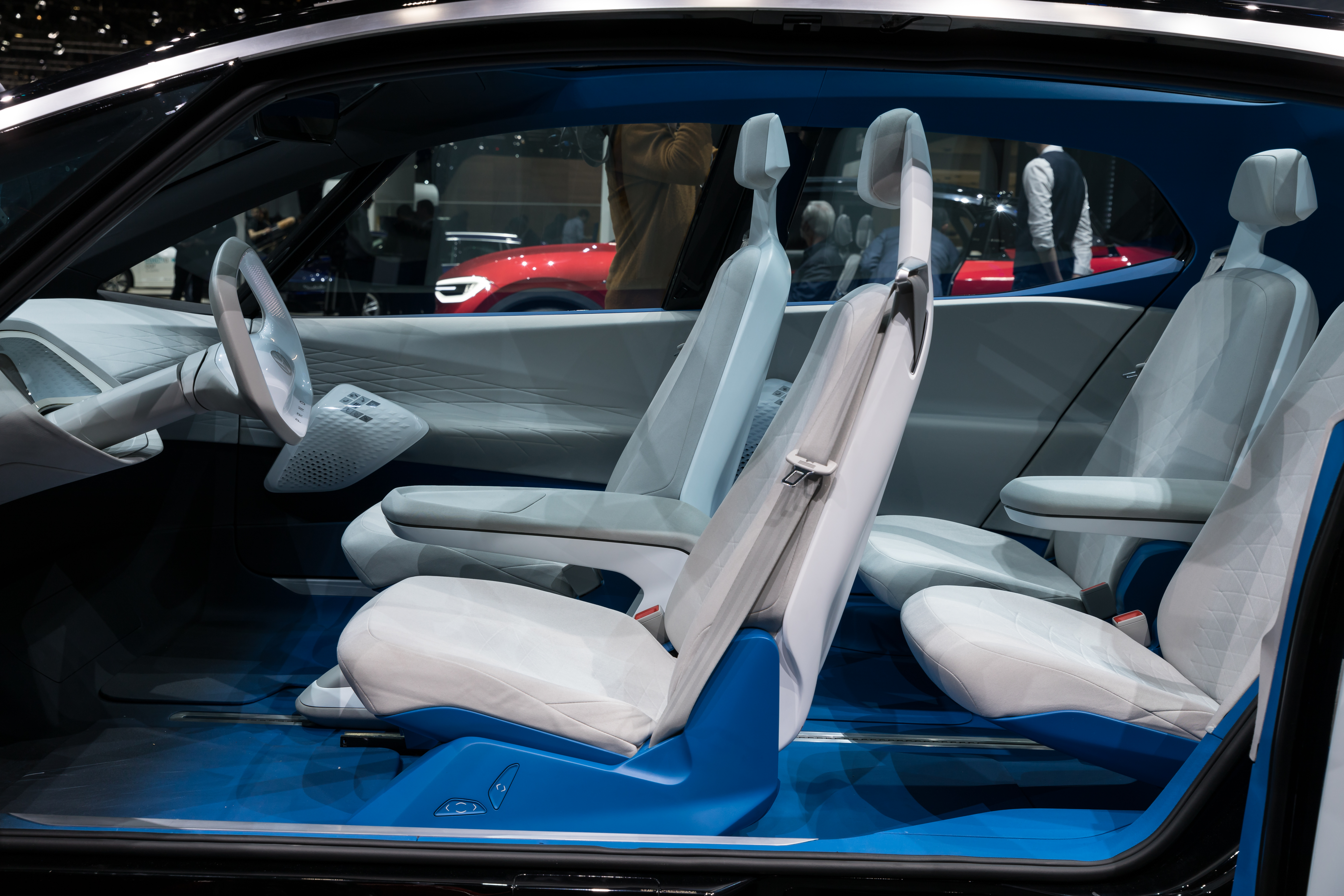

## Caractéristiques techniques
Inspirée des Polo V de 2009, e-Golf VII de 2014, Coccinelle III de 2016, des travaux de recherche sur les Porsche Mission E du groupe Volkswagen, et basée sur la nouvelle plateforme technique MEB (Modularer Elektrifizierungsbaukasten) elle est équipée d'un moteur électrique de 125 kW (170 ch, 0 à 100 km/h en moins de 8 secondes, pour une vitesse de pointe de 160 km/h) avec accumulateur lithium-ion dans le plancher, pour une autonomie annoncée de 400 à 600 km, et un temps de recharge à 80 % estimée à 30 minutes. 
Véhicule électrique concurrent des BMW i3, Renault ZOE, Tesla Model S..., l'appellation « ID Pilot » fait référence à la partie véhicule autonome de ce concept-car.